# Széplaky Endre
Széplaky Endre (Arad, 1927. január 29. – Békéscsaba, 2006. november 5.) magyar színész.

## Életpályája
Kolozsváron nevelkedett, majd 1948-ban Budapesten az Országos Színészegyesület színiiskolájában kapott oklevelet. 1948-tól 1962-ig egy év kecskeméti kitérővel a Pécsi Nemzeti Színház, majd 1962-től a Békés Megyei Jókai Színház tagja volt haláláig. 123 szerepet játszott el Békéscsabán, mesterségpróbáló alakításai emlékezetesek maradtak a színházat szerető közönség számára. Az Endre nevet csak a plakátokon lehetett olvasni, a szakma és a közönség is csak Széplaky Bandiként ismerte. Remek komikus, táncoskomikus és drámai színész volt.

## Főbb színházi szerepei
- Biberách (Katona József: Bánk bán)
- Bolond (Shakespeare: Lear király)
- Színész (Gorkij: Éjjeli menedékhely)
- Sarkadi tanár úr (Móricz Zsigmond: Légy jó mindhalálig)
- Pistol (Shakespeare: IV. Henrik)
- Bardolf (Shakespeare: V. Henrik)
- Ösztövér, szabó (Shakespeare: Szentivánéji álom)
- Puzsér (Molnár Ferenc: A doktor úr)
- Ifj. Swartz; Schwartz, pesti fogadós (Szigligeti Ede: Liliomfi)
- Forlipopoli őrgróf (Goldoni: Mirandolina)
- Fagin (Lionel Bart: Oliver musical)
- Lükeházi (Molière: Dandin György)
- Ficsúr (Molnár Ferenc: Liliom)
- Színész (Gorkij: Éjjeli menedékhely)
- Postamester (Gogol: A revizor)
- Firsz, öreg inas (Csehov: Cseresznyéskert)
- Kászonyi (Huszka Jenő: Mária főhadnagy)
- Frédi (Huszka Jenő: Lili bárónő)
- Ferraillon (Georges Feydeau: Bolha a fülbe)
- Von Kalb udvarnagy (Schiller: Ármány és szerelem)
- Szilvássy Béla (Schönthan testvérek – Kellér Dezső – Horváth Jenő – Szenes Iván: A szabin nők elrablása)
- Bóni gróf (Kálmán Imre: Csárdáskirálynő)
- Báró Zsupán Kálmán (Kálmán Imre: Marica grófnő)

## Filmes és televíziós szerepei
- A járvány (1975) – Kazitska
- A hétpettyes lovag (1981) – Galóca vitéz
- Hagymácska (1982)
- Gyalogcsillag (1983) – Dögönye
- Sztyepancsikovo falu és lakói (1986)

## Szinkronszerepei
| Év   | Cím                | Szereplő           | Színész     | Szinkron év |
| ---- | ------------------ | ------------------ | ----------- | ----------- |
| 1959 | Hivatlan látogatók | Hivatlan látogatók | Jüri Järvet | 1960        |
| 1960 | Magasabb elv       | Frantyik           | Jan Smíd    | 1960        |

## Díjak és kitüntetések
- Posztumusz kultúráért
- Juszt Zsigmond-díj